# Sankt Koloman
Sankt Koloman, im Salzburger Dialekt Sankt Kolomå [ˈkoːloˌmɔ̃], ist eine Gemeinde mit 1806 Einwohnern (Stand 1. Jänner 2024) im Salzburger Land im Bezirk Hallein im Tennengau in Österreich.

## Geografie
Die Gemeinde liegt im Tennengau im Salzburger Land an einem Hochplateau des Salzachtales zwischen Vigaun und Kuchl. Ortsteile der Gemeinde sind Oberlangenberg (früher Fürberg genannt), Taugl und Tauglboden. Bis Ende Mai 1923 gehörte die Gemeinde zum Gerichtsbezirk Golling, seit dem 1. Juni 1923 ist sie Teil des Gerichtsbezirks Hallein.

### Gemeindegliederung
Das Gemeindegebiet umfasst folgende drei Ortschaften (in Klammern Einwohnerzahl Stand 1. Jänner 2024):
- Oberlangenberg (534)
- Taugl (1253)
- Tauglboden (19)

Die Gemeinde besteht aus den Katastralgemeinden Oberlangenberg, Taugl und Tauglboden.

### Nachbargemeinden
| Bad Vigaun | Krispl                                      | Hintersee (SL) |
| Kuchl      | Kompassrose, die auf Nachbargemeinden zeigt | Abtenau        |
|            | Scheffau                                    |                |

## Geschichte
1506 erfolgte die erste Erwähnung der am 8. Juni zu Ehren des hl. Koloman geweihten Kirche.
Nach dem Brand von 1768 erfolgte 1805 die Einweihung der neugebauten Kirche.

## Politik

### Gemeinderat
| Gemeinderatswahl 2024Wahlbeteiligung: 88,4 % 706050403020100 49,5 % (−16,2 %p)26,5 % (n. k. %p)24,1 % (−10,2 %p) ÖVPFPÖSPÖ20192024 |

Die Gemeindevertretung hat insgesamt 17 Mitglieder.
- Mit den Gemeindevertretungs- und Bürgermeisterwahlen in Salzburg 2004 hatte die Gemeindevertretung folgende Verteilung: 13 ÖVP, 2 SPÖ, und 2 FPÖ.
- Mit den Gemeindevertretungs- und Bürgermeisterwahlen in Salzburg 2009 hatte die Gemeindevertretung folgende Verteilung: 13 ÖVP, 3 SPÖ, und 1 FPÖ.[2]
- Mit den Gemeindevertretungs- und Bürgermeisterwahlen in Salzburg 2014 hatte die Gemeindevertretung folgende Verteilung: 13 ÖVP, 3 SPÖ, und 1 FPÖ.[3]
- Mit den Gemeindevertretungs- und Bürgermeisterwahlen in Salzburg 2019 hatte die Gemeindevertretung folgende Verteilung: 11 ÖVP, und 6 SPÖ.[4]
- Mit den Gemeindevertretungs- und Bürgermeisterwahlen in Salzburg 2024 hat die Gemeindevertretung folgende Verteilung: 9 ÖVP, 4 FPÖ und 4 SPÖ.[5]

### Bürgermeister
- 1945–1949 Johann Fötschl[6]
- 1949–1954 Johann Siller[7]
- 1954 Rupert Struber[8]
- 1954–1979 Matthias Neureiter[9]
- 1979–1992 Karl Loidl[10]
- 1992–2008 Christian Struber (ÖVP)[11]
- 2008–2019 Wilhelm Wallinger (ÖVP)[12]
- seit 2019 Herbert Walkner (ÖVP)

### Wappen
Das Wappen der Gemeinde ist: „In Grün ein silberner Wellenbalken, begleitet im rechten Oberwinkel von einem goldenen Kreuzchen und überlegt mit einer kreisförmigen, nach unten abfallenden goldenen Seilschlinge, welche schräglinks von einem goldenen Pilgerstab durchsteckt ist.“

### Gemeindepartnerschaften
- Bühlerzell, Deutschland[14]

## Kultur und Sehenswürdigkeiten

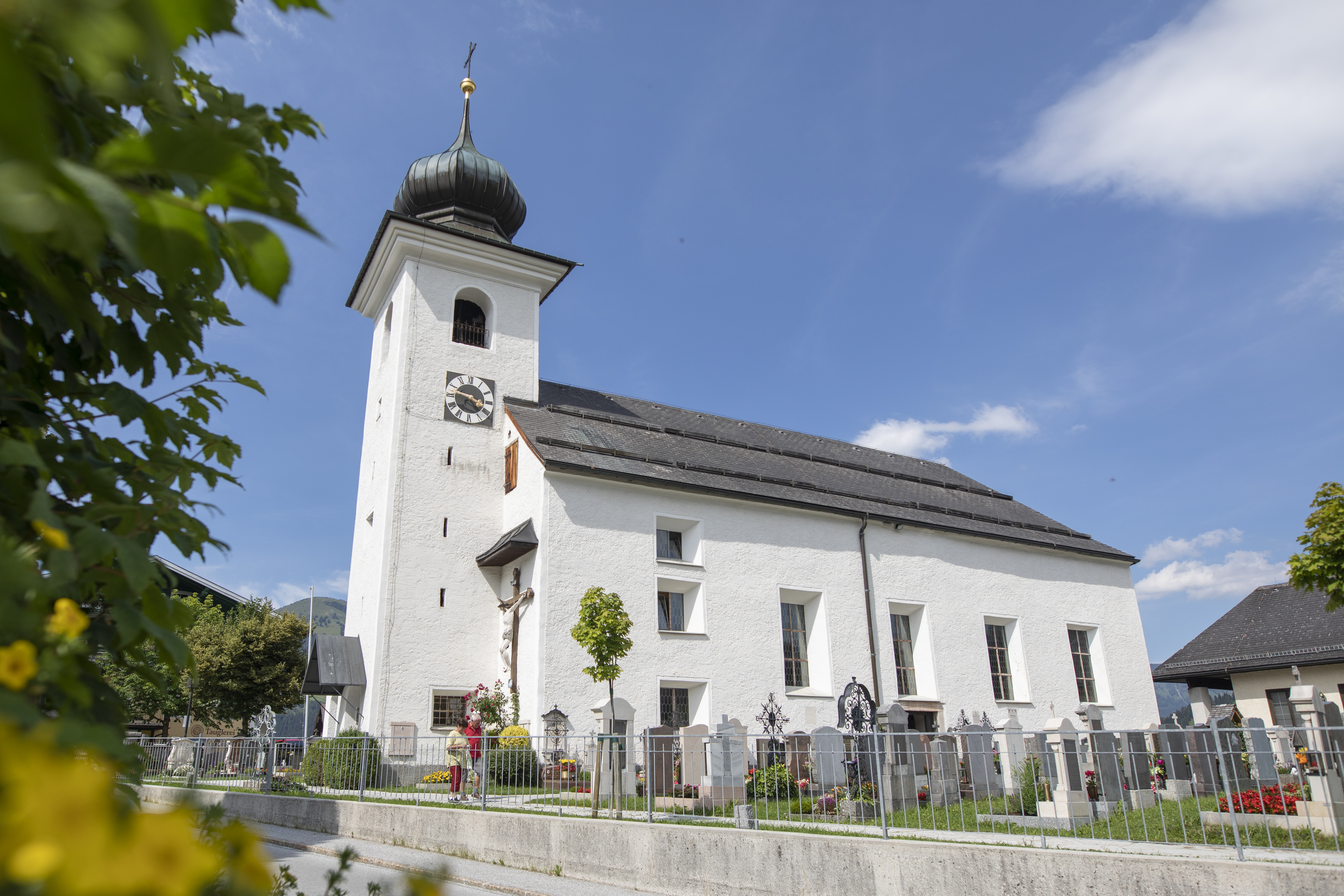
Pfarrkirche Sankt Koloman

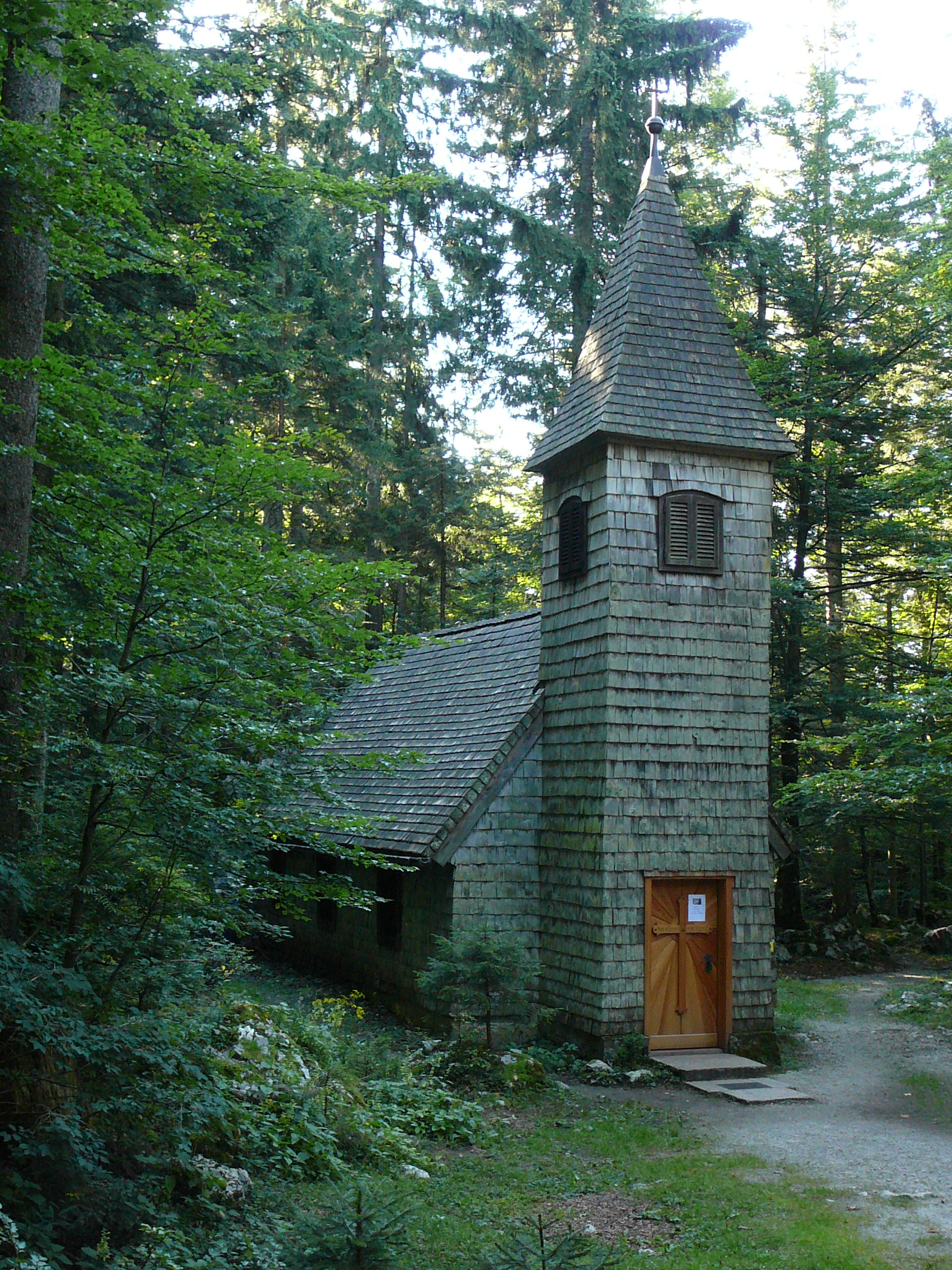
Wilhelmskapelle

- Katholische Pfarrkirche Sankt Koloman, dem heiligen Koloman geweiht
- Wilhelmskapelle
- Heimatmuseum
- Fresko von Wilhelm Kaufmann, Volksschule Sankt Koloman[15]

Naturdenkmäler
- Großer Gletscherschliff: aus der letzten Eiszeit
- Trattbergpanoramastraße führt bis 1700 m Seehöhe
- Seewaldsee

## Wirtschaft und Infrastruktur
Im Jahr 2011 waren in der Landwirtschaft 61 Personen beschäftigt, im Produktionssektor 57 und im Dienstleistungssektor 125. In der Gemeinde lebten 831 Erwerbstätige. Davon arbeiteten fast zweihundert in der Gemeinde, mehr als drei Viertel pendelten aus.

## Persönlichkeiten
In Sankt Koloman geboren
- August Rettenbacher (1911 – 1999), Schulleiter, Dichter, Komponist, Organist. Gründete das erste Mundart- und Heimatarchiv im Land Salzburg[18]
- Veronika Wallinger-Stallmaier (* 1966), ehemalige Skirennläuferin

Ehrenbürger der Gemeinde
- Christian Struber, Bürgermeister bis zum 4. Juli 2008